# 孫子 (書物)

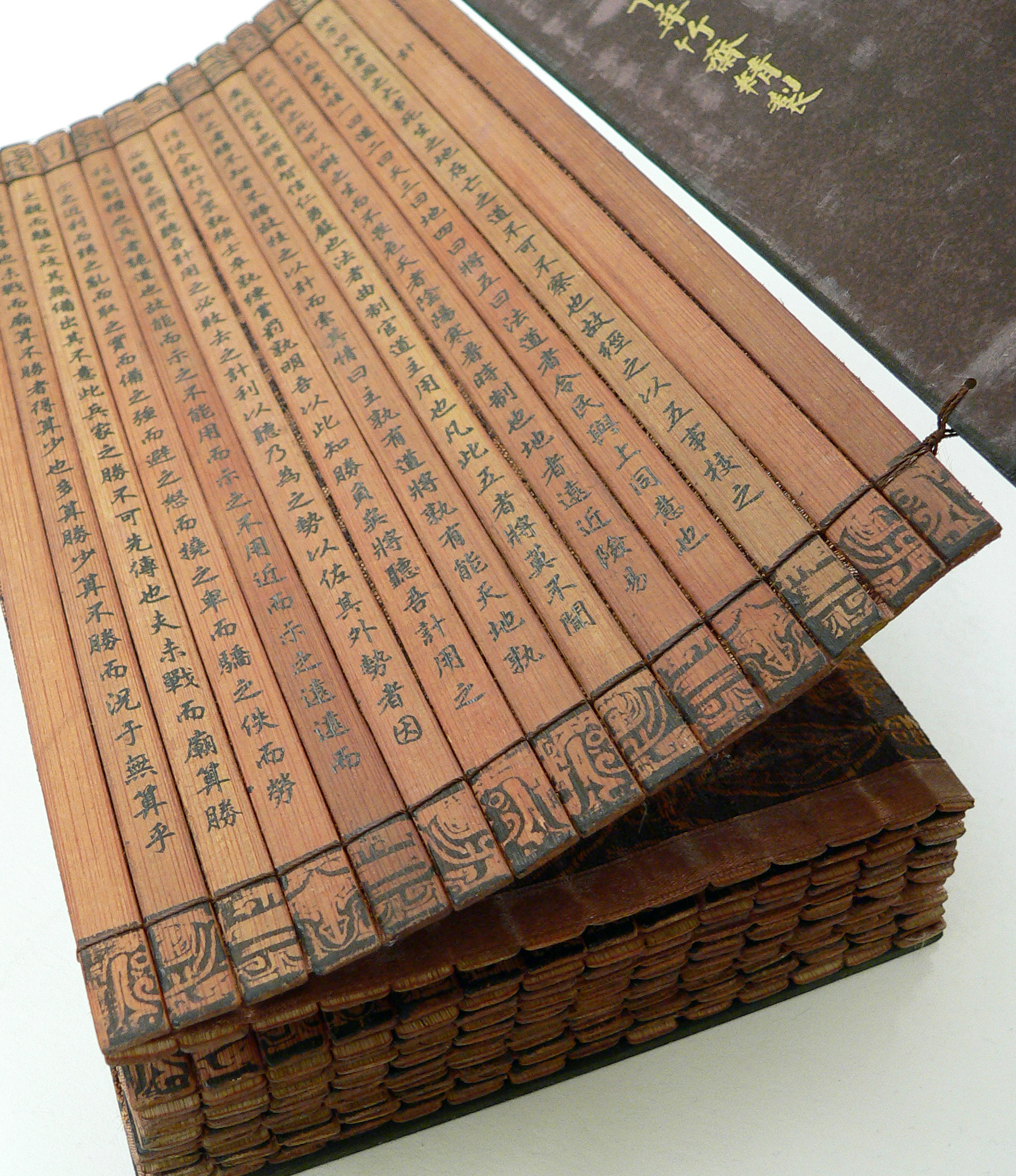
孫子の兵法書

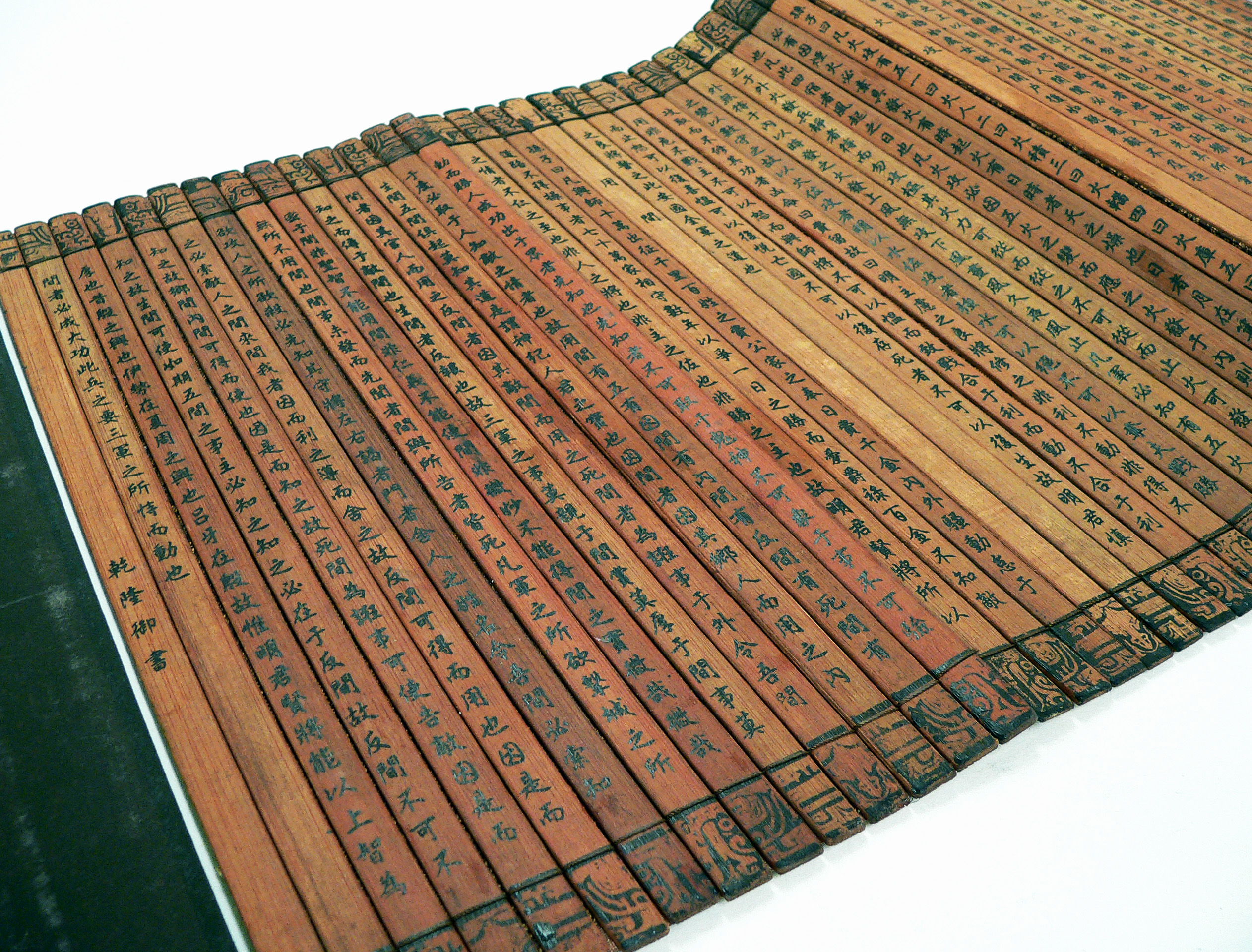
孫子の兵法書

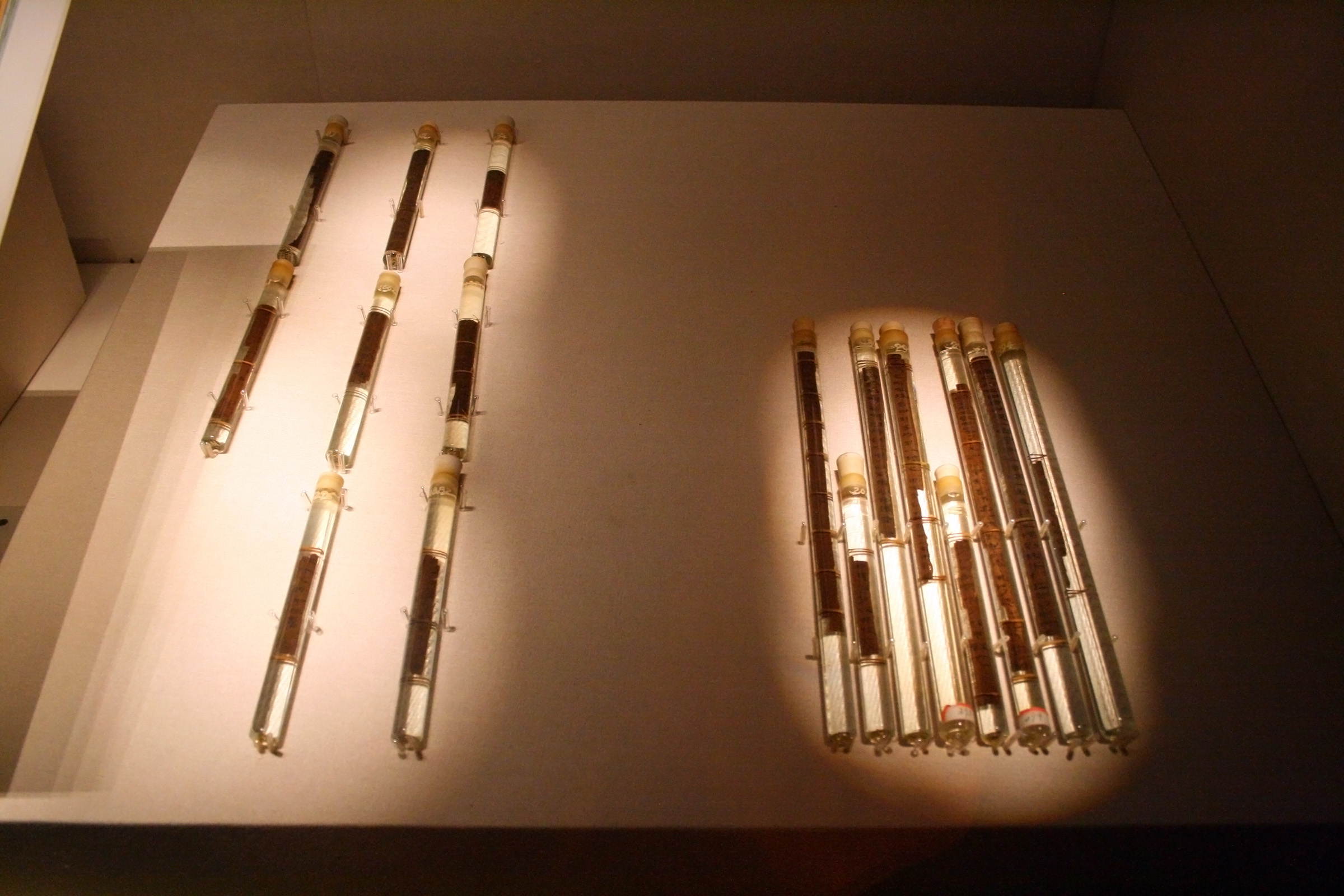
『竹簡孫子』（1972年に中国山東省臨沂市の銀雀山から出土。山東博物館所蔵。）

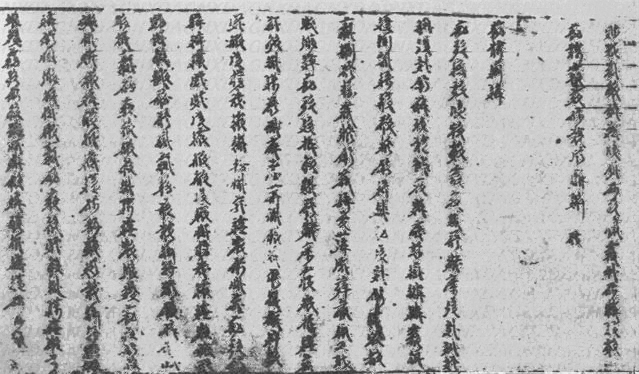
西夏語訳『孫子』

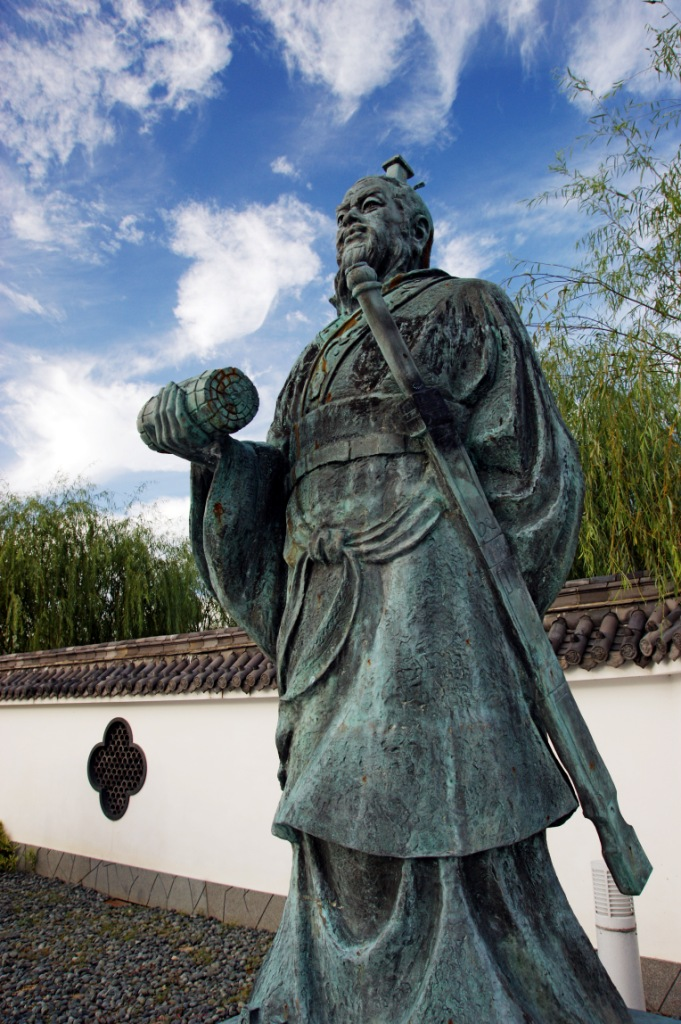
孫子の著者とされる孫武の像。鳥取県湯梨浜町の燕趙園に立つ

『孫子』（そんし）は、紀元前500年ごろの斉国（今の中国の位置にあった国で春秋時代とも呼ばれる）の軍事思想家孫武または紀元前340年ごろ戦国時代の斉国の孫臏の作とされる兵法書。武経七書の一つ。古今東西の軍事理論書のうち、最も著名なものの一つである。紀元前5世紀中頃から紀元前4世紀中頃あたりに成立したと推定されている。
『孫子』以前は、戦争の勝敗は天運に左右されるという考え方が強かった。孫武は戦争の記録を分析・研究し、勝敗は運ではなく人為によることを知り、勝利を得るための指針を理論化して、本書で後世に残そうとした。

## 構成
以下の13篇からなる。
- 計篇 - 序論。戦争を決断する以前に考慮すべき事柄について述べる。
- 作戦篇 - 戦争準備計画について述べる。
- 謀攻篇 - 実際の戦闘に拠らずして、勝利を収める方法について述べる。
- 形篇 - 攻撃と守備それぞれの態勢について述べる。
- 勢篇 - 上述の態勢から生じる軍勢の勢いについて述べる。
- 虚実篇 - 戦争においていかに主導性を発揮するかについて述べる。
- 軍争篇 - 敵軍の機先を如何に制するかについて述べる。
- 九変篇 - 戦局の変化に臨機応変に対応するための9つの手立てについて述べる。
- 行軍篇 - 軍を進める上での注意事項について述べる。
- 地形篇 - 地形によって戦術を変更することを説く。
- 九地篇 - 9種類の地勢について説明し、それに応じた戦術を説く。
- 火攻篇 - 火攻め戦術について述べる。
- 用間篇 - 「間」とは間諜を指す。すなわちスパイ。敵情偵察の重要性を説く。

現存する『孫子』は以上からなるが、底本によって順番やタイトルが異なる。
上記の篇名とその順序は、1972年に中国山東省臨沂県銀雀山の前漢時代の墓から出土した竹簡に記されたもの（以下『竹簡孫子』）を元に、
竹簡で欠落しているものを『宋本十一家注孫子』によって補ったものである。
『竹簡孫子』のほうが原型に近いと考えられており、
『竹簡孫子』とそれ以外とでは、用間篇と火攻篇、虚実（実虚）篇と軍争篇が入れ替わっている。

## 内容

### 全般的特徴
- 非好戦的 - 戦争を簡単に起こすことや、長期戦による国力消耗を戒める。この点について 老子思想との類縁性を指摘する研究もある。「百戦百勝は善の善なるものに非ず。戦わずして人の兵を屈するは善の善なるものなり」（謀攻篇）
- 現実主義 - 緻密な観察眼に基づき、戦争の様々な様相を区別し、それに対応した記述を行う。「彼を知り己を知れば百戦して殆うからず」（謀攻篇）
- 主導権の重視 - 「善く攻むる者には、敵、其の守る所を知らず。善く守る者は、敵、其の攻むる所を知らず」（虚実篇）

### 戦争観
孫子は戦争を極めて深刻なものであると捉えていた。それは「兵は国の大事にして、死生の地、存亡の地なり。察せざるべからず」（戦争は国家の大事であって、国民の生死、国家の存亡がかかっている。よく考えねばならない）と説くように、戦争という一事象の中だけで考察するのではなく、あくまで国家運営と戦争との関係を俯瞰する政略・戦略を重視する姿勢から導き出されたものである。それは「国を全うするを上と為し、国を破るは之に次ぐ」、「百戦百勝は善の善なるものに非ず」といった言葉からもうかがえる。
また「兵は拙速なるを聞くも、いまだ巧久なるを睹ざるなり」（戦争過程で無理をして素早く決着させた事例はある。決着に時間をかけてしまったが過程は上手だったという事例は無い。）ということばも、戦争長期化によって国家に与える経済的負担を憂慮するものである。この費用対効果的な発想も、国家と戦争の関係から発せられたものであると言えるだろう。孫子は、敵国を攻めた時は食料の輸送に莫大な費用がかかるから、食料は現地で調達すべきだとも言っている。
すなわち『孫子』が単なる兵法解説書の地位を脱し、今日まで普遍的な価値を有し続けているのは、目先の戦闘に勝利することに終始せず、こうした国家との関係から戦争を論ずる書の性格によるといえる。

### 戦略
『孫子』戦略論の特色は、「廟算」の重視にある。廟算とは開戦の前に廟堂（祖先祭祀の霊廟）で行われる軍議のことで、「算」とは敵味方の実情分析と比較を指す。では廟算とは敵味方の何を比較するのか。それは、
- 道 - 為政者と民とが一致団結するような政治や教化のあり方
- 天 - 天候などの自然
- 地 - 地形
- 将 - 戦争指導者の力量
- 法 - 軍の制度・軍規

の「五事」である。より具体的には以下の「七計」によって判断する。
1. 敵味方、どちらの君主が人心を把握しているか。
2. 将軍はどちらが優秀な人材であるか。
3. 天の利・地の利はどちらの軍に有利か。
4. 軍規はどちらがより厳格に守られているか。
5. 軍隊はどちらが強力か。
6. 兵卒の訓練は、どちらがよりなされているか。
7. 信賞必罰はどちらがより明確に守られているか。

以上のような要素を戦前に比較し、十分な勝算が見込めるときに兵を起こすべきとする。
守屋洋は、孫子の兵法は以下の7つに集約されるとしている。
1. 彼を知り己を知れば百戦して殆うからず。
2. 主導権を握って変幻自在に戦え。
3. 事前に的確な見通しを立て、敵の無備を攻め、その不意を衝く。
4. 敵と対峙するときは正（正攻法）の作戦を採用し、戦いは奇（奇襲）によって勝つ。
5. 守勢のときはじっと鳴りをひそめ、攻勢のときは一気にたたみかける。
6. 勝算があれば戦い、なければ戦わない。
7. 兵力の分散と集中に注意し、たえず敵の状況に対応して変化する。

また、ジョン・ボイド は孫子の思想を以下のように捉えて機略戦を論考している。
1. 所望結果(人命と資源の保護の観点)
  - 「武力に訴えず戦わずして勝つこと」を最重視する。
  - 長引く戦争を回避する。
2. 所望結果を獲得するためのコンセプトと戦略
コンセプト
  - 調和
  - 欺瞞
  - 行動の迅速性
  - 分散/集中
  - 奇襲
  - (精神的)衝撃

戦略
  - 敵の弱点、行動パターン及び意図を暴くため敵の組織と配置を精査する。
  - 敵の計画と行動を操り・敵の世界の見通しを形作る。
  - 攻撃目標の優先順位は、1は敵の政策、2は敵方の同盟の分断、3は敵の軍隊、他に方策がない場合に限り都市、である。
  - 敵の弱点に対して迅速・不意に全力を指向するように正攻法と奇襲の機動を行う。

## テキストとしての『孫子』

### 成立について
孫武は、紀元前500年ごろの人物で、戦国時代の新興国であった呉王闔閭に仕え、その勢力拡大に大いに貢献した。『孫子』の著者が本当に孫武であるのか、また『孫子』という書物の成立時期においては諸説入り乱れ、長期にわたって議論された。
歴史が進み、宋代に国力が全般的に衰退し、北方の少数民族が興隆するにつれていくと、様々な疑念が生まれた。北宋時代に『孫子』の注釈を行った梅堯臣は「果たして中国歴史上の各王朝は本当に史書に書かれているように盛んで、輝かしい大国だったのだろうか。それにとどまらず、そもそも孫子の存在の是非、『孫子兵法』の考え方は戦国的色彩が濃厚であり、作者孫武自体が虚構の存在だったのではないだろうか」と主張している。この説は、とりわけ影響が大きく後の知識人も『孫子兵法』に対して懐疑心を持つようになった。明代の李卓吾は次のように述べている。「孫子兵法は大方、孫武が春秋及びそれ以前の戦い、呉が楚を破った経験、呉王、伍員の軍事研究の考え方を整理したもの。百年余り、口伝え、書き写されて伝わったものを戦国時代になって孫臏がまとめ上げ、増補し13編となった。これは『史記』が言うところの「世々伝えられた」兵法の著書である」。
しかし、孫子という尊称は、当時、兵法の専門家として諸国の君主の食客となっていた、いわゆる兵家の人々が、彼らの学派の始祖と仰いでいた孫武、孫臏を呼んで言ったものであり、『孫子』も、孫武個人、孫臏個人の著書というわけではない。戦国時代は、諸子百家と概括されたさまざまな思想の流派が形成されたいわゆる百家争鳴の時代だった。このなかで、孫子の兵法を研究する一派は、兵家の主流として活躍していたものと見られる。
現代人が通常手にするテキストは後漢・魏の曹操（武帝）が分類しまとめ上げたもの（『魏武注孫子』）であるが、それが『漢書』芸文志・兵権謀家類に載せられている『呉孫子兵法』82巻・図9巻という記述とは体裁が大きく異なるからである。また『孫子』の字を含む書物として、孫武の子孫とされる孫臏の著作である『斉孫子兵法』89巻・図4巻も『漢書』に載せられており、その2冊の兵法書と2人の兵法家の関係について、不明な点が多々あったためでもある。最も著名な学説は武内義雄が「孫子十三編の作者」で論じ、貝塚茂樹がそれに賛同したように、孫子の本文に出てくる事物や思想が春秋時代にはあり得ないものが複数指摘されているため、『孫子』13篇の著者を孫臏とするもので、『孫臏兵法』発見以前は非常に有力であった。
しかし1972年、山東省銀雀山の前漢時代の墳墓から『竹簡孫子』や『孫臏兵法』が発見され、両書が別の竹簡の写本として存在し、従来伝えられる『孫子』はいわゆる『呉孫子』の原型をほぼとどめたものである。
後の経緯について述べると、孫臏の兵法書は時代が下るにつれてさらに多くの兵家の家流が生まれ、それらの流派の中に『孫臏兵法』は吸収発展されて、兵家思想の原典ともいえる『孫武兵法』だけが残ることになったとされる。現在では以下のように考えられている。『孫子』は孫武が一旦書き上げた後、後継者たちによって徐々に内容（注釈・解説篇）が付加されていき、そうした『孫子』の肥大化を反映したものが『漢書』芸文志の記載である。しかし、後に曹操の手によって整理され、今日目にする形になったというわけである。

### 成立時期
『孫子』の成立については、『竹簡孫子』の発見によって多くのことがわかってきたが、成立年代については、春秋末期に成立したとする説と戦国初期とする説がある。それは『孫子』が、孫武の没後も加筆されていったと考えられ、単純に孫武の生きた時代を成立年代とすることができないためである。
『孫子』の内容は春秋・戦国の両時代の特徴を帯びており、成立年代の特定が難しい。たとえば「作戦篇」における戦車戦は春秋時代によく見られるものであるが、「馳車千駟、革車千乗、帯甲十万」といった大編成の戦争形態は戦国時代のものである。また、『孫子』には複数の諸子百家の影響が見られる。そのうちの一人、五行思想で有名な鄒衍は戦国時代に活躍した人物であるため、戦国時代説に有利かと思われるが、一方で五行思想的なものは『春秋左氏伝』にも言及があるので、ただちに鄒衍の影響と見ることはできないという反論もある。他にも論点はあるが、いずれにしても成立時期を決定づけるものは無いといえよう。
『孫子』研究者の考え方の一例を挙げると、その成立を河野収は以下のように5段階に分けられるとする。他の研究者も概ねこれに近い成立を想定している。
1. 紀元前515年頃、孫武本人によって素朴な原型が著される。ただし、複数の文献に孫子十三篇という名が出ることから見て、この時点で既に十三篇だった可能性もある。金谷治は「当時の諸子百家の思想書の成立形態から言って、孫武が残したこの段階のものは口伝やメモの類であり、その後継者たちが次第に書物の形に整えたものであろう[8]」と推定している。天野鎮雄は、現在の孫子十三篇の重複・説明部分を大幅に削除して推定復元した、十三篇からなる「原孫子」の存在を考えているが[9]、天野の説は山本七平[10]以外、全面的に賛成している研究者は非常に少ない。例えば守屋淳（2005）は「正鵠を得ているかどうか俄に判定できない」[要出典]としており、この時点の孫子の形は不明である。
2. 紀元前350年頃、子孫の孫臏により、現行の『孫子』に近い形に肉付けされる。そして戦国末期までに異本や解説篇が付加されていった。その一つがここで『竹簡孫子』と呼ぶものである。
3. 秦漢の時代も引き続き本論に改訂が加えられていき、多くの解説篇が作られた。『呉孫子兵法』82巻・図9巻に相当するか。天野（1972）[9]は、孫子十三篇と別に解説書が六十九篇あり、それらを合算して八十二巻の孫子になっていたと考えている。
4. 紀元200年頃、曹操により整理され、本論13篇だけが受け継がれていくようになる。いわゆる魏武注孫子。（魏武は曹操の諡号「魏武帝」から。曹操の「魏武帝註孫子序」には、「解説の文章が多すぎて分かりにくくなっているので、要点のみにして注を行った」とあり、これが古来の「曹操孫子筆削（削除）説」の根拠になっていた。しかし、魏武注孫子と『竹簡孫子』とは編目・本文が共通箇所が多い。金谷(2000)[8]は、この曹操の筆削の詳細は不明ながら、曹操は後世の付加と推測される巻のみを削ったのだろうと考えている。天野（1972）[9]も大略は同じ。
5. 曹操以降、写し違いや解釈の相違により数種類の異本が生まれ、それらは若干の異同を持ったものとなる。しかし基本的には、第4段階のものと大きくは違わず現代に伝わる。現在手にすることができるものは、ほとんどがこの段階の『孫子』である。

### 版本
『孫子』のテクストは大きく分けて3種類ある。まず近年見つかった『竹簡孫子』、それまで流布していた『魏武注孫子』、そして日本の仙台藩の儒者・桜田景迪が出版した『古文孫子』である。最後のテクストは、代々桜田家に伝えられてきたもので、『魏武注孫子』よりも古いものであると桜田自身は述べているが、真偽は不明である。『古文孫子』について、天野（1972）によれば江戸時代には安積艮斎などに三国時代以前の孫子の形態を残すものと考える説があった。現代の研究では『古文孫子』が魏武注よりも古いかどうかは疑問視されており、金谷(2000)は「桜田氏により改められている箇所もあると考えられるが、古い形態を残している箇所もある」と述べているが、天野（1972）は「文章が改変されている形跡が多く後世の作為が多い」と考えている。
最も広く読まれた『魏武注孫子』は、時代が下るにつれて様々な注釈が付けられ、異本が増えていった。『孫子』の文章が極めて簡潔で、具体的なイメージが読み取れない部分があるためである。代表的なものとしては、以下のものがある。
1. 「武経七書本」（『続古逸叢書』）と、清代の考証学者孫星衍が覆刻した「平津館本」 - 両者の字句を比較した場合、ほとんど異同は無い。
2. 宋代までの代表的な注釈を集めた『十家孫子会注』（「十家注本」）

十家とは魏の武帝、梁の孟氏、唐の李筌・杜牧・陳皞・賈林、宋の梅堯臣・王晳・何延錫・張預の10人をいう。1と比較すると、文字に大きな異同が見られる。これはさらに「道蔵本」・「岱南閣本」などの種類に分かれる。
補足
『中国兵書通覧』（許保林、解放軍出版社、1990年）、『孫子古本研究』（李零、北京大学出版社、1995年）などによると、『竹簡孫子』（『銀雀山漢墓竹簡・孫子』）以外の『孫子』は、『魏武帝註孫子』、『武経七書』所収『孫子』、『十一家註孫子』のいずれかの系統に属すると言われている。また、『孫子兵法新釈』（李興斌・楊玲、斉魯書社、2001年）によると、現行の『魏武帝註孫子』は『武経七書』所収『孫子』の系統に属するとのこと。
なお、『魏武帝註孫子』に関して、清家本『魏武帝註孫子』は、遅くとも室町時代後期のものであり、「平津館本」よりも古い。ただし、誤字も目立つ。清家本に関しては、京都大学図書館の電子データ影像として、閲覧ができる。

## 評価

### 名声の確立
『孫子』は、「孫・呉も之を用いて、天下に敵無し」（『荀子』議兵篇）、「孫・呉の書を蔵する者は、家ごとに之れ有り」（『韓非子』五蠧篇）という言葉からわかるように、すでに戦国時代後期には古典としての地位を確立していた。ちなみに「呉」とは同じく兵法書である『呉子』を指す。中国歴代を通じて重んじられ、武人に教えるための参考書として色々な研究書（注釈）が書かれた。魏の曹操の「魏武注孫子」は簡潔で非常に優れた注釈として知られており、上記のとおり現在知られている孫子は曹操の整理したものを底本とする。中島悟史（2004）は、曹操が配下のために兵法を多数研究しており、その成果の一つが魏武注孫子だと考えている。実際、曹操の部下の賈詡や王淩も孫子に通じて注釈を残した（いずれも現存せず）。
孫子の扱いに変化があったのは北宋期のことである。1072年から武科挙（武挙）において孫子など古典兵書からの出題がはじまり、以後科挙廃止に至るまでの800年以上にわたって孫子は武挙の出題範囲となっていた。これに合わせ、『孫子』、『呉子』、『尉繚子』、『六韜』、『三略』、『司馬法』、『李衛公問対』の7つの兵書（武経七書）の文章校訂が行われ、1083年ごろに校訂作業が終了した。この7つの兵書は武経七書として重要視され、特に孫子は最も重視された。また武挙の出題範囲となったため、受験生のための孫子解説の参考書が多数出版されるようになった。明の劉寅の「武経七書直解」などは、軍事教育用の為に書かれたものだとされている。「武経七書直解」は序文で明確に、明朝の武人教育用に書かれた注釈であることを謳っているが、内容も孫子をよく理解した、立派なものとして定評がある。しかし、参考書は出版されるものの孫子本文そのものが読まれることが少なくなっていたため、清の孫星衍が校訂の上1797年に「十家注本」の孫子を発行、1800年には「平津館本」を発行し、ふたたび孫子を入手しやすいものとした。
現代の戦争において積極的に活用した例としては、毛沢東が挙げられる。彼は日中戦争の最中、どうすれば中国国民党に勝ち、日本に負けず、そして国民の支持を得られるかを考え抜き、中国古典の特に『孫子』と歴史書から大いに学んでいる。その代表的著作である『矛盾論』や『持久戦論』などには、5か所ほどその書名を挙げて引用しているほどである。

### 中国国外への影響
『孫子』はやがて、中国語以外の言語に訳されて影響を及ぼすようになっていく。（日本人が漢文読み下しという形で孫子を受容したケースを翻訳とみなさなければ）現在知られているもっとも古い翻訳は、12世紀ごろに作られた西夏語訳である。18世紀初頭には清朝で、『孫子』の満州語およびモンゴル語訳がつくられた。当時中国で布教活動を行っていたイエズス会宣教師の一人ジョセフ・マリー・アミオ（銭徳明）は、満洲語版を基にして『孫子』の抄訳に自らの解説を付したものをフランス語で著述し、同書は1772年にパリで「孫子13編」として出版された。1782年には『北京イエズス会士紀要』第7巻に再録された。後にナポレオン・ボナパルトがこのフランス語版の『孫子』を愛読し、自らの戦略に活用したという伝説が流布されるが、1922年にフランス軍のショレ（E. Cholet）大佐が著書“L'art militarie dans l'antiquite chinoise”において初めて言及したことで、事実の裏づけはないとされる。
アミオによる『孫子』はあくまでも抜粋・抄訳であり、『孫子』の全貌がヨーロッパに伝えられるのは20世紀に入ってからとなる。1905年、孫子が初めて英語に訳される。これはイギリス陸軍大尉カルスロップ（E. F. Calthrop）によるものである。カルスロップは中国語の知識がなく、日露戦争後に日本研究を目的に、日本に滞在した通訳士官であった。カルスロップは日本人の助けを借りて『孫子』の英語訳を完成させたが、イギリス人の中国学者ライオネル・ジャイルズ（Lionel Giles）はその杜撰な翻訳を厳しく非難、自ら中国語原典を元に新たな『孫子』の英語版を1910年に出版した。同じ1910年にはブルーノ・ナヴァラによるドイツ語訳も出版されている。ヨーロッパへの『孫子』の伝播は日本が基点となっていることが興味深い。
この一方、第一次世界大戦の敗戦によりドイツ皇帝の座を追われたヴィルヘルム2世が、退位後『孫子』を知り、20年早く読んでいればと後悔したというエピソードは有名である。ただしヴィルヘルム2世が孫子を知ったのは戦後であるかについては諸説あり。
ロシアのウクライナ侵攻においては、2022年5月に戦闘が終結したアゾフスタンリ製鉄所（報道によってはイリイチ製鉄所）から、同月19日、ウクライナ語訳の『孫子』が発見されている。

### 『戦争論』との比較
こうした世界への伝播によって、『孫子』が広く知られるようになると、カール・フォン・クラウゼヴィッツの『戦争論』と比較する機運が生まれてきた。それは2度の世界大戦への反省に付随して起こってきたものだった。というのも、『戦争論』はナポレオン戦争の教訓に学んで著された書物であり、決定的会戦の重視や敵兵力の殲滅、敵国の完全打倒を基本概念として戦争を論じていることが特徴である。すなわち軍事力の正面衝突を戦争の本質とするため、戦争遂行をそれに則り行った場合、国家間の凄絶な総力戦とならざるを得ない。それが現実となったのが世界大戦であった。戦争の総力戦化に対し、無用の血が流されすぎたという反省が生まれると共に、『戦争論』への懐疑が生まれた。『孫子』はその比較対象として持ち出されたのである。
『戦争論』を非難し、一方で『孫子』を称揚した人として最も著名なのは、イギリスの軍事史家のリデル・ハートである。その代表作『戦略論』の巻頭には『孫子』からの引用が散りばめられ、またフランス語訳『孫子』によせた序文で、『孫子』を古今東西の軍事学書の中で最も優れていると評価している。リデル・ハートは『孫子』を持ち上げることで、今後の戦争は直接的な戦闘よりも策略・謀略を用いた間接的戦略を重視すべきであると説いたのである。そのためクラウゼヴィッツの『戦争論』の人気は、一時期イギリス・アメリカにおいて凋落したという。
しかし現在では、リデル・ハートのように『孫子』を極端に礼賛し、『戦争論』を評価しないような姿勢を非難する見解もある。リデル・ハートのクラウゼヴィッツ非難のいくつかは、彼の誤解に基づくと考える研究者が現れてきたからである。しかし、機甲戦術の提唱者の一人であったジョン・フレデリック・チャールズ・フラーも、『戦争論』は未完成な書物であったが故に論理的な混乱すら作中に存在し、多くの読者を誤解に導いたと非難しており、戦争の真の目的は平和であって勝利ではないということをクラウゼヴィッツは最後まで理解できなかったと指摘しているのであり、『戦争論』非難を行った有力な軍事研究者はリデル・ハート一人ではなかったという点も事実である。なお、現在では『孫子』・『戦争論』とも高級指揮官教育において不可欠な教材とされ、日本の防衛大学校、アメリカ国防総合大学校やイギリス王立国防大学校をはじめとする、各国の国防関係の教育機関で研究されている。
近年では、イラク戦争での米軍の"Shock and awe"（衝撃と畏怖）作戦が『孫子』『戦争論』を参考にしたといわれている。ただしコリン・パウエルによって提唱された、圧倒的な兵力を投入の後の即時撤退（「パウエル・ドクトリン」）は実際には実行されなかった。そのため、現実の米軍は泥沼のゲリラ戦に巻き込まれ、国力の消耗と国内外からのアメリカ批判を招くことになった。

### 現代戦略理論との関わり
現代の戦略理論であるゲーム理論で、以下のことが証明されている。すなわち、二人零和有限確定完全情報ゲームの解は、ミニマックス理論である。
孫子が主張するように勝利を目的に敵対する双方が、情報の収集をできるだけ行う・戦力の集中などの工夫で戦闘結果の必然性を増す・冷徹な判断を行う・中立する組織への対応の工夫、などの戦争の合理性をとことん追求していくと、ミニマックス理論が成り立つような状況に限りなく近づいていく。そしてミニマックス法は、最善を尽くしながら相手の失着を待つ手法であり、孫子の主張することとの類似性を指摘する意見も多い。
『ウォートンスクールのダイナミック競争戦略』において、ゲーム理論の淵源が『孫子』などにあったとテック・フーとキース・ワイゲルトらは指摘している。孫子の兵法はゲーム理論の本でもしばしば引用されるほど、ゲーム理論との共通性があると言われている。

## 『孫子』と日本

### 日本への伝来
『孫子』が日本に伝えられ、最初に実戦に用いられたことを史料的に確認できるのは、『続日本紀』天平宝字4年（760年）の条である。当時、反藤原仲麻呂勢力に属していたため大宰府に左遷されていた吉備真備のもとへ、『孫子』の兵法を学ぶために下級武官が派遣されたことが記録されている。吉備真備は23歳のとき、遣唐使として唐に入国し、41歳で帰国するまで『礼記』や『漢書』を学んでいたが、この時恐らく『孫子』・『呉子』をはじめとする兵法も学んだと推測されている。数年後に起きた藤原仲麻呂の乱では実戦に活用してもいる。
律令制の時代、『孫子』は学問・教養の書として貴族たちに受け入れられた。大江匡房は兵学も修めていたが、『孫子』もその一つであり、源義家に教え授けている。積極的に実戦において試された例としては、源義家が前九年・後三年の役の折、孫子の「鳥の飛び立つところに伏兵がいる」という教えを活用して伏兵を察知し、敵を破った話（古今著聞集）が名高い。ただし古今著聞集が発行されたのは後三年の役の約170年後のことであり、この兵法が『孫子』であるとの記載も存在しない。

### 武士の受容
平安貴族に代わって歴史の主役に躍り出た武士たちも、当初は前述の源義家のような例外を除き『孫子』を活用することは少なかったと考えられている。中世における戦争とは、個人の技量が幅をきかせる一対一の戦闘の集積であったためである。『孫子』のような組織戦の兵法はまだ生かされることはなかった。ただ南北朝時代、楠木正成や北畠親房は『孫子』を学んだという逸話が残っている。しかし足軽が登場し、組織戦が主体となると、『孫子』は取り入れられるようになっていく。幾人かの戦国武将には容易にその痕跡を見出すことができる。ただし、山本が当時の史料『看羊録』によって指摘するように、戦国武将は孫子などの兵法書を持っていても、読解する能力がなく「物読み坊主」といわれる漢文の解釈ができる僧侶に講義をしてもらって理解していたとされる。中でも、武田信玄が軍争篇の一節より採った「風林火山」を旗指物にしていたことは有名である。ただし全般的に見て鎌倉から室町、戦国期において孫子はそれほど重視されていたわけではなく、中国兵書としては『六韜』や『三略』の方がより重視されていた。

### 兵学の隆盛―近世―
徳川家康は江戸時代初頭に伏見版と呼ばれる木活字の印刷本を発行させるが、その一環として1606年には閑室元佶によって『孫子』が出版された。これはそれまで写本しかなかった『孫子』の初めての印刷であり、江戸期を通じて覆刻され、孫子の普及に大きな役割を果たした。
徳川幕府が天下を治めるようになる時期と、兵学と呼ばれる学問が隆盛を迎える時期は合致する。天下泰平の世には実戦など稀であるが、かえって戦国時代に蓄積された軍事知識を体系化しようとする動きが出てきた。それが兵学（軍学）である。それに比例して、『孫子』を兵法の知識体系として研究する傾向が復活する。そのため江戸時代には、50を超える『孫子』注釈書が世に出るのである。これには中国からの刺激も影響している。たとえば中国で明代から清代に出た注釈書が日本に伝わり、覆刻されている。劉寅の『武経七書直解』や趙本学の『孫子校解引類』（趙注孫子）が有名である。また、日本人の手になるものも多く出た。この嚆矢となるものは1626年に出版された林羅山の『孫子諺解』であり、以降代表的なものだけでも山鹿素行『孫子諺義』（1673年）、新井白石『孫武兵法択』（1722年）、荻生徂徠『孫子国字解』（1750年）、佐藤一斎『孫子副註』、吉田松陰『孫子評注』など多数の注釈が著され、このうちでも素行と徂徠のものは特に有用といわれている。徂徠の『孫子国字解』は、わかりやすい日本語の仮名交じり文によって広く読まれ、孫子の普及に大きな役割を果たした。

### 近代以後
明治以降、日本は近代的兵学としてプロイセン流兵学を導入し、それに基づき軍事力を整えていった。しかし『孫子』の研究は途絶えることなく、個人レベルで読み継がれていった。たとえば日露戦争においてバルティック艦隊を破った東郷平八郎の丁字戦法採用の背後には、『孫子』の「逸を以て労を待ち、飽を以て飢を待つ」（軍争篇）の言葉があったと言われる。
しかし時代が下るにつれ、海軍・陸軍ともに『孫子』が学ばれることは少なくなっていく。近代的兵学に圧倒されていったためである。武藤章陸軍中佐が「クラウゼヴィッツと孫子の比較研究」（『偕行社記事』1933年6月）を発表しているものの、研究が盛んであるとはいえない状況であった。しかも武藤はクラウゼヴィッツを「戦争の一般的理論を探求して之を演繹し或は帰納して二三の原則を確立せんとす」と結論づけ、普遍性があると批評するのに対し、『孫子』に対しては、その書かれている内容は遙か以前の、中国国内のみを対象としているため「普遍性に乏しき憾あり」と述べ、前述のリデル・ハートとは逆の感想を抱いていることが読み取れる。
学問的世界では近代的な考証が積み重ねられ、『孫子』の真の著者は誰かといったテーマが日中共に上記のように論じられた。そんな中で1972年に山東省銀雀山から、『竹簡孫子』や『孫臏兵法』が発見されたことは大きなニュースであり、これにより大きく研究が進展した。またこの発見によって、「孫子兵法」は現存する「孫子」とほぼ対応するものであったのに対し、「孫臏兵法」がそれと独立して発見されたことで、孫子の著者が孫武であることがほぼ確定的となった。
第二次世界大戦後は『孫子』が復権し、教養ブームに乗って広く読まれるようになり、自衛隊では第二次世界大戦敗因への批判的分析から孫子の兵法はクラウゼヴィッツの『戦争論』と対比される形で研究されてきた。杉之尾宜生（防衛大学教授）らによる一連の著作のように、現代でも（ビジネスなどの戦略においても）通用するとされ、解説書が数多く出版されている。